# 湖南湘涛足球俱乐部2010赛季
2010赛季的湖南湘涛队作为2009年中乙冠军晋级中国足球甲级联赛，这也是球队的首个中甲赛季。

## 赛季介绍
2010年，作为上赛季中乙联赛冠军身份升入中甲的湖南湘涛，在该赛季表现十分抢眼，赛季之初曾经打出过刷新湖南湘涛俱乐部历史的四连胜和六轮不败的佳绩，被公认为「2010赛季中国足球甲级联赛最大的黑马」。05月14日，在湖南湘涛与湖北绿茵的湘鄂德比战中，两地球迷发生了小规模的冲突，湘鄂球迷之间的矛盾激化。7月31日，湖南湘涛把主场由原来的东风体育场迁回了阔别已久的贺龙体育场。后半个赛季，球队表现与上半个赛季大相径庭，最终只获得了当赛季中甲联赛的第六名。不过这在当时已经创造了球队历史上的最好成绩。8月7日，湖南湘涛俱乐部在其官方网站上公开向社会各界征集新队徽。11月24日晚，俱乐部正式宣布，曾经六次来华执教、两次执教湖南湘军的克罗地亚教练米罗西，将执掌起下赛季中甲联赛湖南湘涛的教鞭。

## 球员名单
註釋：國旗表示球員在國際足聯資格規則定義的國家隊。球員可能擁有一個以上非國際足聯國籍。
| 號碼 |          | 位置 | 球員   |
| ---- | -------- | ---- | ------ |
| 1    | 中国     | 门将 | 李剑坤 |
| 2    | 中国     | 中场 | 涂权新 |
| 3    | 中国     | 后卫 | 李欣   |
| 4    | 中国     | 后卫 | 魏强   |
| 5    | 中国     | 后卫 | 刘玉圣 |
| 6    | 中国     | 中场 | 杨宝明 |
| 7    | 中国     | 中场 | 王庆   |
| 8    | 中国     | 中场 | 张鹏楠 |
| 9    | 中国     | 后卫 | 刘博   |
| 10   | 中国     | 前锋 | 岳洋   |
| 11   | 洪都拉斯 | 前锋 | 布朗   |
| 12   | 中国     | 中场 | 李杨   |
| 14   | 中国     | 中场 | 胡皓   |
| 15   | 中国     | 后卫 | 张希   |
| 16   | 中国     | 中场 | 訾龙   |
| 17   | 中国     | 中场 | 葛盛祥 |

| 號碼 |          | 位置 | 球員   |
| ---- | -------- | ---- | ------ |
| 18   | 中国     | 中场 | 赵明鑫 |
| 19   | 洪都拉斯 | 中场 | 貝阿塔 |
| 20   | 中国     | 前锋 | 王琛   |
| 21   | 中国     | 后卫 | 刘帅   |
| 22   | 中国     | 门将 | 董建宏 |
| 23   | 中国     | 后卫 | 孔涛   |
| 24   | 中国     | 后卫 | 陈真   |
| 25   | 中国     | 门将 | 穆旭   |
| 26   | 中国     | 后卫 | 李海泳 |
| 27   | 中国     | 中场 | 魏贤俊 |
| 28   | 中国     | 中场 | 代钦华 |
| 29   | 中国     | 中场 | 吕刚   |
| 30   | 巴西     | 后卫 | 耐托   |
| 31   | 中国     | 后卫 | 彭景   |
| 32   | 巴西     | 前锋 | 席爾瓦 |

## 2010年中国足球甲级联赛
- 第1轮  沈阳东进     0-1 湖南湘涛
- 第2轮  湖南湘涛     0-1 成都建工地产
- 第3轮  湖南湘涛     1-0 安徽九方
- 第4轮  湖南湘涛     2-1 上海东亚
- 第5轮  北京八喜     0-1 湖南湘涛
- 第6轮  湖南湘涛     1-0 延边
- 第7轮  广东日之泉   1-1 湖南湘涛
- 第8轮  湖南湘涛     0-0 湖北东方国旅
- 第9轮  南京有有     2-1 湖南湘涛
- 第10轮 轮空
- 第11轮 湖南湘涛     2-0 北京理工
- 第12轮 上海浦东中邦 1-1 湖南湘涛
- 第13轮 湖南湘涛     0-1 广州广汽
- 第14轮 湖南湘涛     1-0 沈阳东进
- 第15轮 成都建工地产 3-0 湖南湘涛
- 第16轮 安徽九方     1-2 湖南湘涛
- 第17轮 上海东亚     2-1 湖南湘涛
- 第18轮 湖南湘涛     1-0 北京八喜
- 第19轮 延边         2-0 湖南湘涛
- 第20轮 湖南湘涛     1-1 广东日之泉
- 第21轮 湖北东方国旅 3-1 湖南湘涛
- 第22轮 湖南湘涛     0-0 南京有有
- 第23轮 轮空
- 第24轮 北京理工     2-0 湖南湘涛
- 第25轮 湖南湘涛     2-0 上海浦东中邦
- 第26轮 广州广汽     3-1 湖南湘涛